# Droga wojewódzka 933
Die Droga wojewódzka 933 (DW 702) ist eine 44 Kilometer lange Droga wojewódzka (Woiwodschaftsstraße) in der polnischen Woiwodschaft Schlesien und der Woiwodschaft Kleinpolen, die Chrzanów und Rzuchów verbindet. Sie liegt im Powiat Raciborski, im Powiat Wodzisławski, der kreisfreien Stadt Jastrzębie-Zdrój, im Powiat Pszczyński, im Powiat Oświęcimski und im Powiat Chrzanowski.

## Straßenverlauf
Woiwodschaft Schlesien, Powiat Raciborski
-  Rzuchów (DW 935)

Woiwodschaft Schlesien, Powiat Wodzisławski
-  Brücke (Viadukt) (Brücke über eine Eisenbahnstrecke bei Pszów [Pschow])
-  Tankstelle, Wodzisław Śląski (Loslau) (BP)
-  Wodzisław Śląski (Loslau) (DW 936)
-  Tankstelle, Wodzisław Śląski (Loslau) (Royal Dutch Shell)
-  Wodzisław Śląski (Loslau) (DK 78)
-  Kreisverkehr, Wodzisław Śląski (Loslau) (DK 78)
-  Tankstelle, Wodzisław Śląski (Loslau) (Equinor)
-  Brücke (Viadukt) (Brücke über eine Eisenbahnstrecke bei Wodzisław Śląski [Loslau])
-  Wodzisław Śląski (Loslau) (DW 932)
-  Anschlussstelle, Mszana (A 1)
-  Mszana (DW 930)

Woiwodschaft Schlesien, Kreisfreie Stadt Jastrzębie-Zdrój
-  Kreisverkehr, Jastrzębie-Zdrój (Bad Königsdorff-Jastrzemb) (DW 937)
-  Brücke (Viadukt) (Brücke über eine Eisenbahnstrecke bei Jastrzębie-Zdrój [Bad Königsdorff-Jastrzemb])

Woiwodschaft Schlesien, Powiat Pszczyński
-  Kreisverkehr, Pawłowice (Pawlowitz) (DW 938)
-  Pawłowice (Pawlowitz) (DK 81)
-  Pszczyna (Pless) (DW 935)
-  Kreisverkehr, Pszczyna (Pless) (DW 939)
-  Tankstelle, Pszczyna (Pless) (Royal Dutch Shell)
-  Tankstelle, Pszczyna (Pless) (Intermarché)
-  Tunnel, Pszczyna (Pless) 
-  Pszczyna (Pless) (DK 1)
-  Pszczyna (Pless) (DW 931)
-  Tankstelle, Pszczyna (Pless)
-  Miedźna (Miedzna)
-  Brücke (Weichsel)

Woiwodschaft Kleinpolen, Powiat Oświęcimski
-  Bahnübergang, Jawiszowice (Jawischowitz)
-  Jawiszowice (Jawischowitz) (DW 949)
-  Tankstelle, Brzeszcze (PKN Orlen I)
-  Tankstelle, Brzeszcze (PKN Orlen II)
-  Bahnübergang, Brzeszcze
-  Tankstelle, Brzeszcze (Lotos)
-  Kreisverkehr, Oświęcim (Auschwitz)
-  Kreisverkehr, Oświęcim (Auschwitz) (DK 44)
-  Tankstelle, Oświęcim (Auschwitz) (BP)
-  Kreisverkehr, Oświęcim (Auschwitz)
-  Kreisverkehr, Oświęcim (Auschwitz) (DK 44)
-  Brücke, Gorzów (Brücke über eine Eisenbahnstrecke)
-  Kreisverkehr, Libiąż (Auschwitz)

Woiwodschaft Kleinpolen, Powiat Chrzanowski
-  Kreisverkehr, Libiąż (DW 780)
-  Kreisverkehr, Libiąż (DW 780)
-  Tankstelle, Libiąż (PKN Orlen)
-  Kreisverkehr, Libiąż
-  Brücke (Viadukt) (Brücke über die Bahnstrecke Chrzanów-Kroczymiech)
-  Chrzanów (DK 79)
-  Kreisverkehr, Chrzanów (DK 79)
-  Chrzanów (A 4)